# Arnold Corns
Arnold Corns, parfois The Arnold Corns, est un groupe de rock éphémère formé par David Bowie en 1971. Il ne publie que deux 45 tours qui présentent les premières versions de  Moonage Daydream et Hang On to Yourself, deux chansons réenregistrées ultérieurement par Bowie pour son album The Rise and Fall of Ziggy Stardust and the Spiders from Mars.

## Histoire

### Contexte
Début 1971, le pas encore célèbre David Bowie rentre de son premier voyage aux États-Unis. Il est sous contrat avec Mercury, mais ne souhaite pas leur confier les morceaux qu'il prépare. Dans ce contexte, la formation d'Arnold Corns lui permet d'enregistrer et de publier discrètement quelques titres, et constitue une sorte de galop d'essai pour The Rise and Fall of Ziggy Stardust and the Spiders from Mars.
Le groupe est issu de Rungk, un trio formé au Dulwich College par Mark Pritchett (chant et guitare), Pete de Somogyi (basse) et Tim Broadbent (batterie). Leur nom, trouvé par le bassiste, est un mot d'argot suédois désignant la masturbation. Bowie a fait connaissance de Pritchett à l'Arts Lab de Beckenham. Il prend le trio sous son aile, les rebaptise « Arnold Corns » en référence à la chanson Arnold Layne de Pink Floyd et affuble ses membres de noms extravagants : Pritchett devient « Mark Carr-Pritchard », de Somogyi « Polak de Somogyl » et Broadbent « Timothy James Ralph St Laurent Broadbent ». Le groupe est parfois crédité avec l'article défini « The Arnold Corns ».
À la même époque, Bowie s'est lié avec un styliste de King's Road âgé de 19 ans, Freddie Burretti, de son vrai nom Frederick Burrett, et fait croire que celui-ci est, sous le pseudonyme de Rudi Valentino, le chanteur et leader du groupe,.

### Enregistrements et discographie
La première session du groupe est enregistrée dans les studios londoniens de Radio Luxembourg le 10 mars 1971. Elle comprend les titres Lady Stardust, Right on Mother et Moonage Daydream. Dans une équipe reconfigurée qu'ont intégrés Mick Ronson, Mick Woodmansey et Trevor Bolder, le 4 juin le groupe enregistre aux studios Trident Man in the Middle et Looking for a Friend,.
Le premier single du groupe est Moonage Daydream, qui sort sur B & C Records le 7 mai 1971 avec Hang On to Yourself en face B. Son échec commercial total n'empêche pas Bowie d'intégrer quelques mois plus tard les deux titres dans son chef d’œuvre The Rise and Fall of Ziggy Stardust and the Spiders from Mars, avec une nouvelle orchestration et des paroles révisées. Les versions d'Arnold Corns sont reprises en 1990 dans les bonus de la réédition CD de l'album The Man Who Sold the World.
Le second single prévu, composé de Looking for a Friend et Man in the Middle est abandonné (il est publié en 1985 au Danemark par Krazy Kat Records). En août 1972, B & C Records tente de profiter du récent succès de Ziggy Stardust en publiant le dernier single d'Arnold Corns, Hang On to Yourself / Man in the Middle, qui ne rencontre pas davantage le succès que son prédécesseur.

## Discographie
| Date         | Face A / Face B                                                | Label            | Pays        |
| ------------ | -------------------------------------------------------------- | ---------------- | ----------- |
| 7 mai 1971   | Moonage Daydream / Hang On to Yourself                         | B & C CB 149     | Royaume-Uni |
| 11 août 1972 | Hang On to Yourself / Man in the Middle                        | B & C CB 189     | Royaume-Uni |
| mai 1985     | Man in the Middle / Looking for a Friend / Hang On to Yourself | Krazy Kat Past 2 | Danemark    |

## Membres
Les deux chansons du premier single d'Arnold Corns, Moonage Daydream / Hang On to Yourself, sont enregistrées par :
- David Bowie : chant, guitare
- Mark Pritchett : guitare
- Pete de Somogyi : basse
- Tim Broadbent : batterie[8]

La face B du deuxième single du groupe, Man in the Middle, est enregistrée par :
- David Bowie : guitare, chœurs
- Mark Pritchett : chant, guitare rythmique
- Mick Ronson : guitare
- Trevor Bolder : basse
- Mick Woodmansey : batterie[9]

La dernière chanson connue d'Arnold Corns, Looking for a Friend, a connu plusieurs enregistrements en studio. L'un d'eux est chanté par Micky King, un ami de Bowie qui a par ailleurs chanté sa composition Rupert the Riley. Bien que Freddie Buretti apparaisse comme chanteur du groupe dans les publicités, il ne chante en réalité sur aucun des enregistrements d'Arnold Corns.